# 山進
山进电子（英語：Sangean Electronics, Inc.）是一家总部位于台湾的消费电子产品制造商，创立于1974年，主要产品为收音机、音响和周边产品。

## 概况
山进电子总部位于台湾新北市中和区，在中国大陆广东省东莞市设有工厂，在香港、美国圣菲斯普林斯和荷兰芬洛设有分支机构。山进电子成立于1974年，创立之初以生产传统两波段（AM/FM）收音机为主。自1979年开始，山进着手研发、制造短波多波段收音机，近年开始涉足DAB数字广播接收机领域。同时，山进还研发了高级数字音响、网络收音机、蓝牙无线音响、App交互式音响、中高端收音机等相关产品。

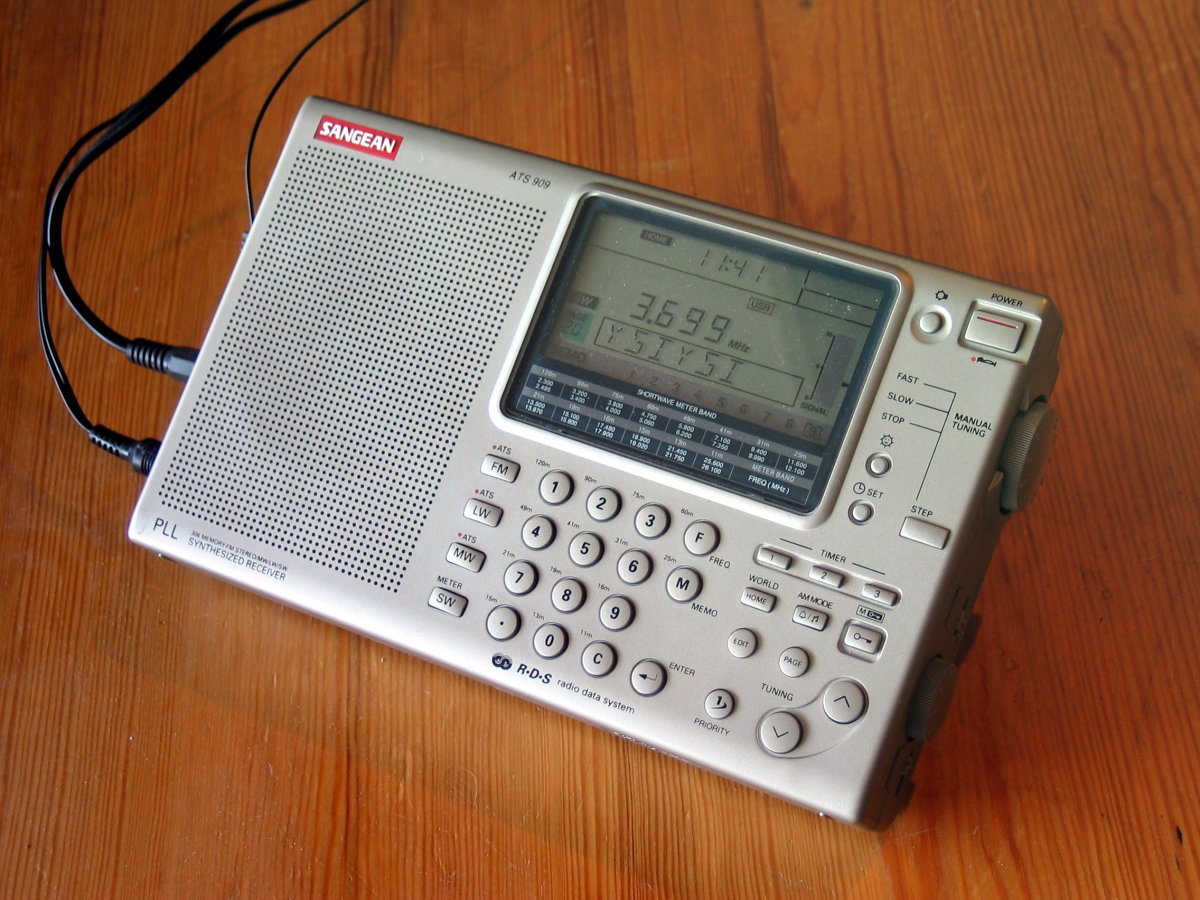
山进ATS 909收音机
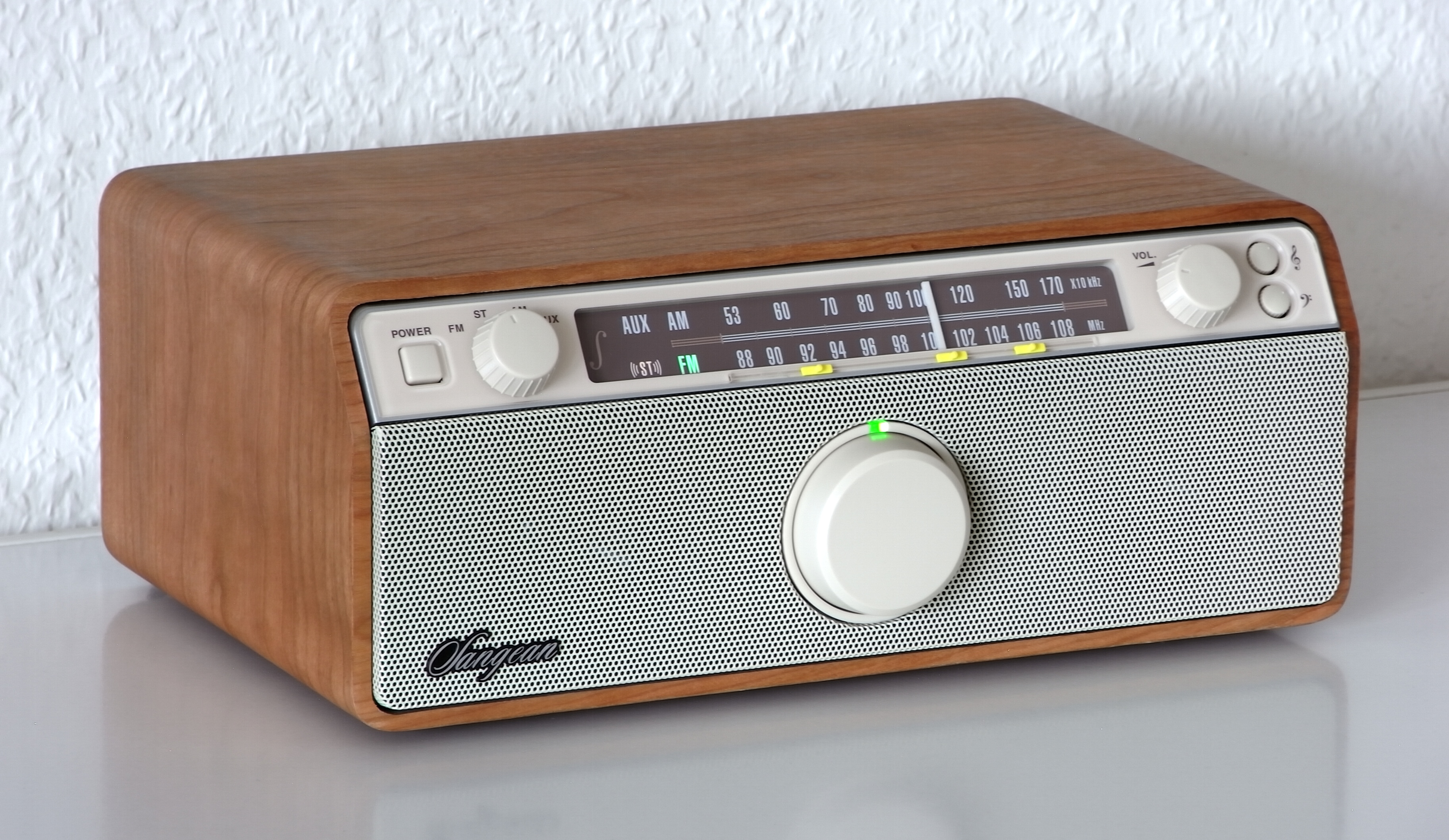
山进WR-12收音机
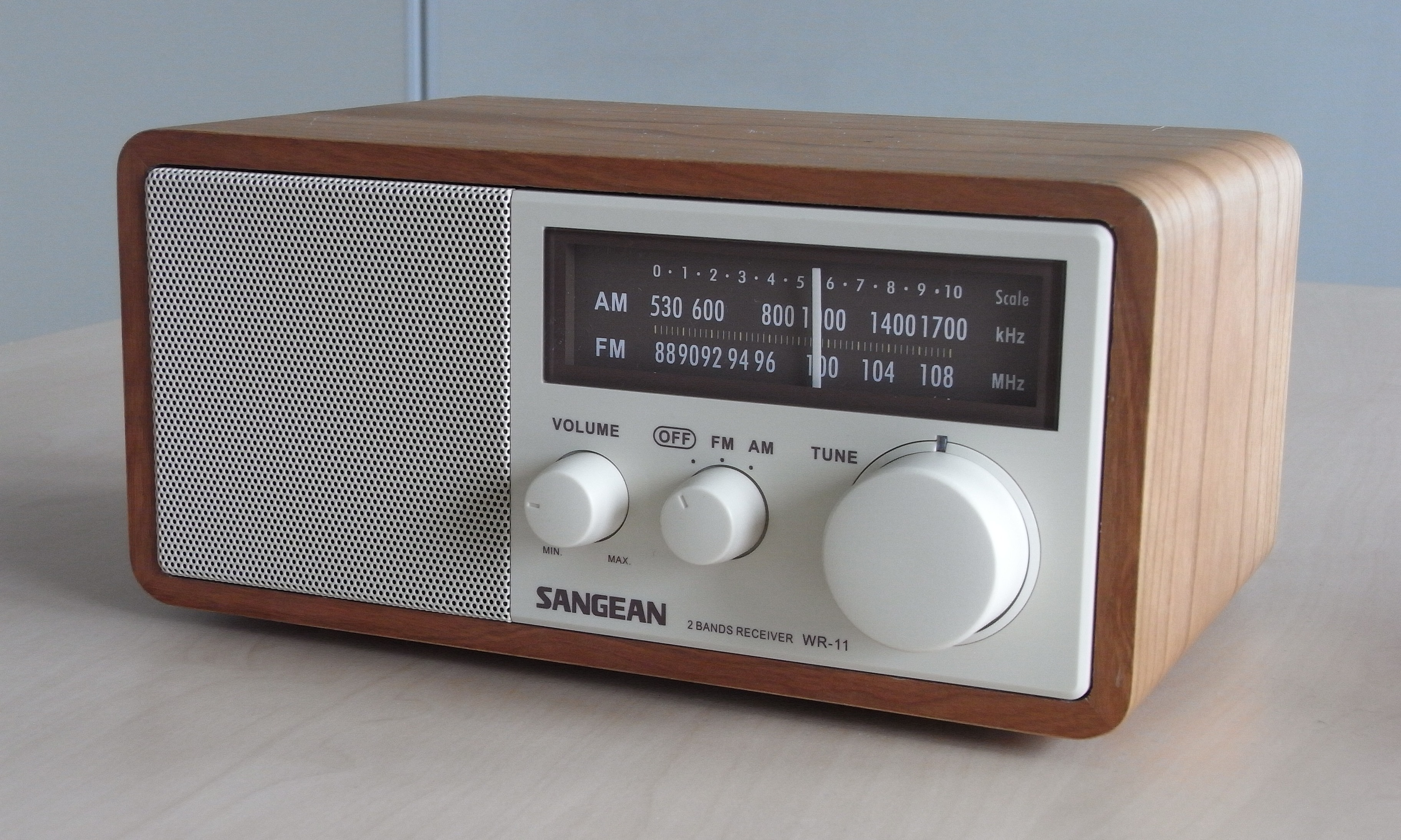
山进WR-11收音机
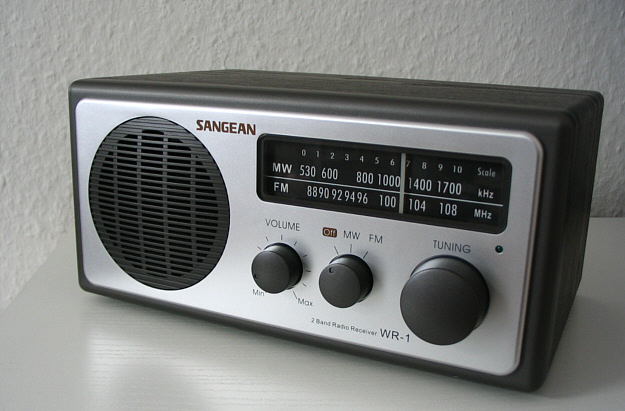
山进WR-1收音机
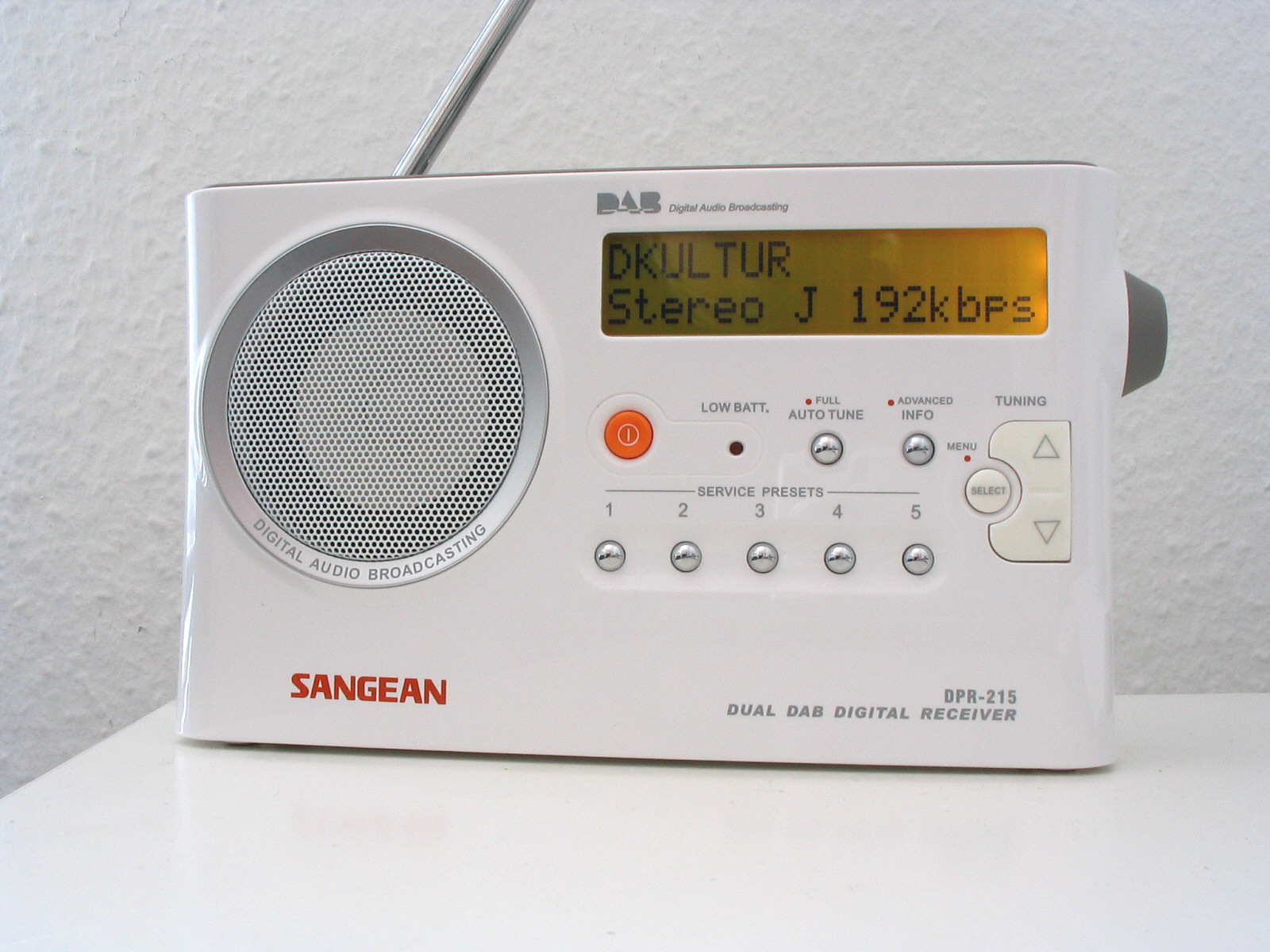
山进DPR-215收音机
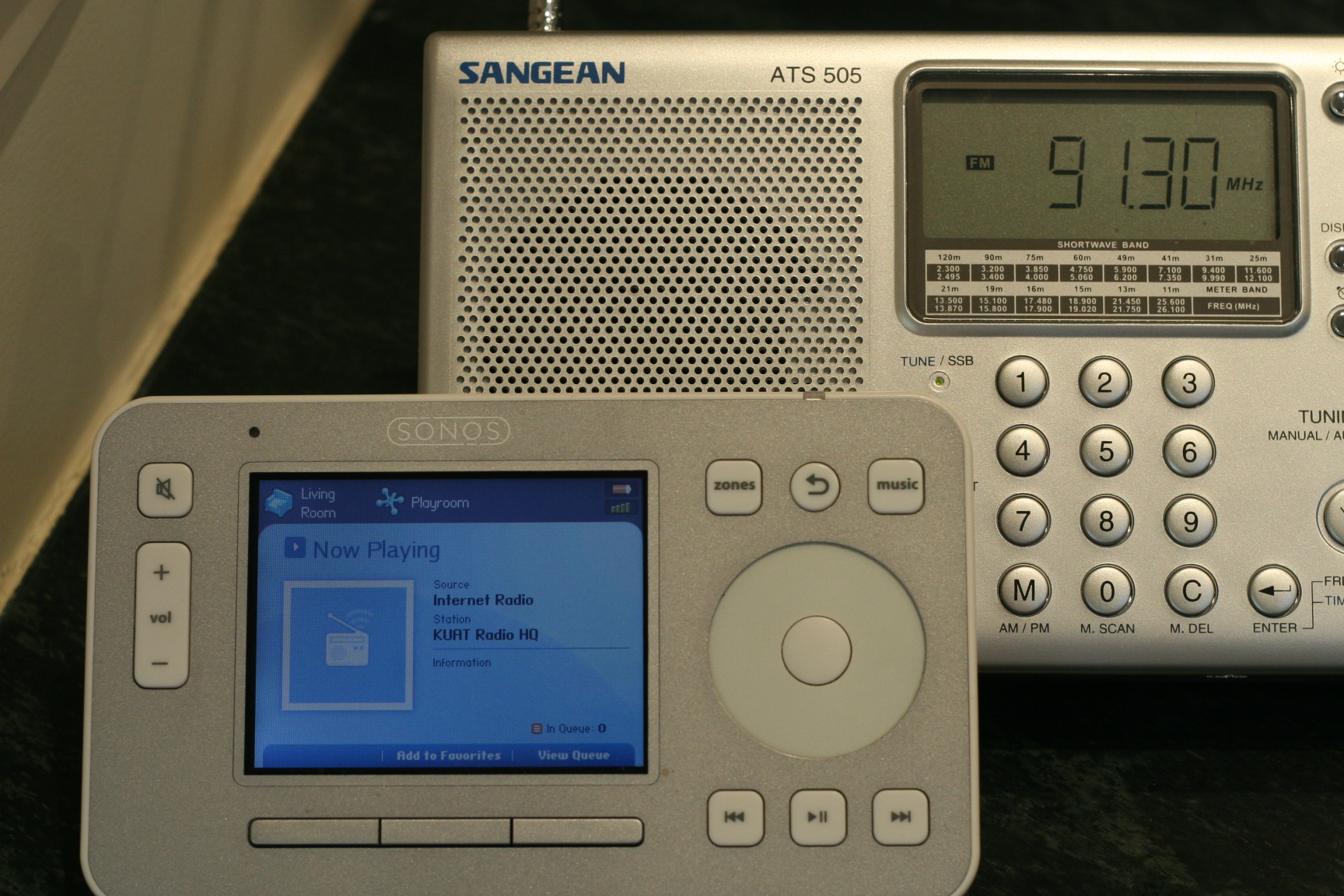
山进ATS 505收音机（右上方）